# Mesocyclops operculifer
Mesocyclops operculifer is een eenoogkreeftjessoort uit de familie van de Cyclopidae. De wetenschappelijke naam van de soort is voor het eerst geldig gepubliceerd in 1930 door Kiefer.